# 피렌체 광역시
피렌체 광역시(이탈리아어: Città Metropolitana di Firenze)는 이탈리아 토스카나주에 위치한 광역시로 중심 도시는 피렌체이며 면적은 3,514km2, 인구는 1,012,388명(2015년 6월 30일 기준), 인구 밀도는 290명/km2이다. 2015년 1월 1일을 기해 실시된 행정 구역 개편에 따라 피렌체현에서 피렌체 광역시로 개편되었다.

## 지리
피렌체 광역시는 북쪽으로는 볼로냐 광역시, 북동쪽에는 라벤나현과 포를리체세나도, 북서쪽으로는 프라토현, 루카현, 서쪽에는 피사현, 남쪽에는 시에나현, 동쪽과 남동쪽에는 아레초현 등과 경계를 이루고 있다.
이곳 행정 구역에 속하는 대부분 지역은 아르노강의 평야에 위치했고 피렌체시 주변으로 스프롤 현상이 이뤄지고 있다. 아펜니노산맥에 위치한, 광역시의 북동쪽 지역은 저개발 지역으로 남아 있다. 로마냐 그란두칼레(Romagna Granducale)는 아펜니노산맥의 북쪽 산비탈에 위치한 지역에 붙여진 이름이며 옥수수, 포도주, 견섬유 등이 주요 생산품이다. 견섬유 제작은 중세 이래로 주요 산업이었다. 르네상스 시대의 박식가 레오나르도 다 빈치는 피렌체 광역시의 일부인 안키아노라는 마을에서 태어났다. 피렌체는 문화 중심지이자 관광 중심지로 유명하다.

## 주요 관광지
피렌체 광역시는 매년마다 많은 수의 관광객들이 찾아온다.
중심 도시인 피렌체는 유네스코 세계 문화 유산 지역으로 선정되어 있다. 피렌체의 주요 관광지로는 두오모 광장, 산타 마리아 델 피오레, 산 조반니 예배당, 조토의 종탑, 로자 델 비갈로, 두오모 오페라 박물관, 베키오 다리 등이 있다.
바르베리노 디 무젤로의 관광지에는 카타니성과 프레토리오 궁전 등이 있다. 체르토사 델 갈루초에는 폰토르모의 작품을 소장하고 있다. 조반니 보카치오의 고향인 체르탈도에는 프레토리오 궁전 그리고 보카치오의 저택이 있으며, 레오나르도 다 빈치의 출생지인 빈치에는 이탈리아의 박식가인 그를 주제로 한 박물관이 위치했다. 세스토 피오렌티노는 에트루리아 시대의 무덤인 '라 몬타뇰라'로 알려져 있다.

## 행정

### 피렌체 광역시장 목록
|          | 피렌체 광역시장 | 임기 시작       | 임기 종료       | 당     |
| -------- | --------------- | --------------- | --------------- | ------ |
| 1        | 다리오 나르델라 | 2015년 1월 1일  | 2024년 6월 26일 | 민주당 |
| 틀:White | 사라 푸나로     | 2024년 6월 26일 | '현직'          | 민주당 |

## 경제
도매업과 소매앱이 피렌체 광역시 행정 구역에서 가장 큰 산업 분야이며 2008년 기준, 옛 피렌체현의 회사 29%가 해당 분야에 종사했다. 제조업, 건설업, 부동산업, 농업 등이 각각 대략 19.5%, 14%, 13.6%, 8%를 차지하며 다음으로 중요한 분야이다.
관광업 역시도 중요한 산업이다. 엠폴리는 유리 공업으로 알려져 있다.

## 같이 보기
- 피렌체도